# Campionati norvegesi di sci alpino 1981
I Campionati norvegesi di sci alpino 1981 si svolsero a Molde e a Volda tra il 19 e il 22 febbraio; furono assegnati i titoli di discesa libera, slalom gigante, slalom speciale e combinata, sia maschili sia femminili.

## Risultati

### Uomini

#### Discesa libera
| Pos. | Atleta     | Nazione  |
| ---- | ---------- | -------- |
| 1    | Erik Håker | Norvegia |
| 2    | Even Hole  | Norvegia |
| 3    | Nils Een   | Norvegia |

Data: 19 febbraio

Località: Molde

#### Slalom gigante
| Pos. | Atleta           | Nazione  |
| ---- | ---------------- | -------- |
| 1    | Paul Arne Skajem | Norvegia |
| 2    | Jarle Halsnes    | Norvegia |
| 3    | Kjell Waløen     | Norvegia |

Data: 21 febbraio

Località: Volda

#### Slalom speciale
| Pos. | Atleta                | Nazione  |
| ---- | --------------------- | -------- |
| 1    | Odd Sørli             | Norvegia |
| 2    | Jarle Halsnes         | Norvegia |
| 3    | Knut Erik Johannessen | Norvegia |

Data: 22 febbraio

Località: Volda

#### Combinata
| Pos. | Atleta       | Nazione  |
| ---- | ------------ | -------- |
| 1    | Even Hole    | Norvegia |
| 2    | Kjell Waløen | Norvegia |
| 3    | Erik Håker   | Norvegia |

### Donne

#### Discesa libera
| Pos. | Atleta           | Nazione  |
| ---- | ---------------- | -------- |
| 1    | Torill Fjeldstad | Norvegia |
| 2    | Bente Dahlum     | Norvegia |
| 3    | Karine Hesle     | Norvegia |

Data: 19 febbraio

Località: Molde

#### Slalom gigante
| Pos. | Atleta           | Nazione  |
| ---- | ---------------- | -------- |
| 1    | Karine Hesle     | Norvegia |
| 2    | Torill Fjeldstad | Norvegia |
| 3    | Bente Dahlum     | Norvegia |

Data: 21 febbraio

Località: Volda

#### Slalom speciale
| Pos. | Atleta                | Nazione  |
| ---- | --------------------- | -------- |
| 1    | Bente Dahlum          | Norvegia |
| 2    | Eli Hårdnes           | Norvegia |
| 3    | Anne Kristin Johansen | Norvegia |

Data: 22 febbraio

Località: Volda

#### Combinata
| Pos. | Atleta                | Nazione  |
| ---- | --------------------- | -------- |
| 1    | Torill Fjeldstad      | Norvegia |
| 2    | Bente Dahlum          | Norvegia |
| 3    | Anne Kristin Johansen | Norvegia |